# Hoheitsakt
Unter einem Hoheitsakt (staatlicher Hoheitsakt) versteht man eine Anordnung, die der Staat von oben herab (hoheitlich) beschließt, bei der somit Staat und Bürger in einem Über-Unterordnungsverhältnis (Subordinationsverhältnis) zueinander stehen.

## Begriff
Zu den Hoheitsakten zählen unter anderem (→ Staatsgewalt):
- Gesetze (Hoheitsakt der Legislative),
- Verwaltungsakte (Hoheitsakt der Exekutive) und
- Gerichtliche Entscheidungen (Hoheitsakt der Judikative).

Der Begriff entstammt der Zeit feudalen Staatsverständnisses und wurde in die Exekutivverfassung der Demokratie übernommen. Ein Zusammenhang mit besonderer ethischer Legitimation ist mit dem Begriff des Hoheitsaktes nicht verbunden.
Der dazugehörige Begriff des Rechts, einen Hoheitsakt zu erlassen, ist Hoheitsgewalt, bzw. er findet sich in einer einseitigen Anordnungsbefugnis wieder, welche auch imperium genannt wird.

## Konsequenz
Entsprechend ist ein Handeln hoheitlich, wenn das Handeln einen Träger öffentlicher Gewalt zwingend berechtigt oder verpflichtet. Ein Hoheitsträger kann also auch in einem Gleichberechtigungsverhältnis handeln. Dies ist zum Beispiel bei fiskalischem Handeln der Fall.
Hingegen ist mit der Berechtigung oder Verpflichtung zum hoheitlichen Handeln keine kodifizierte Erfüllungspflicht verbunden.

## Beamte in Deutschland
Hoheitliches Handeln wird gemäß Art. 33 Abs. 4 GG in der Regel durch Amtsträger (z. B. Beamte) im Rahmen ihrer Amtspflicht ausgeführt (Polizei, Finanzämter, Ministerialbürokratie, Amts- und Gerichtsärzte etc.). Lehrer und Hochschullehrer beispielsweise üben auch hoheitliche Tätigkeiten aus, aber nicht überwiegend. 
In diesem Zusammenhang wird auch über die funktionale Privatisierung verschiedener Verwaltungsbereiche diskutiert. Dabei ist immer zu bedenken, dass ausschließliche Hoheitsrechte z. B. im Bereich der Eingriffsverwaltung auf das Gewaltmonopol des Staates zurückgehen und so eine Privatisierung eventuell nicht möglich ist.